# Zdravko Kuzmanović
Zdravko Kuzmanović (Thun, Suiza, 22 de septiembre de 1987) es un exfutbolista suizo, aunque también tiene nacionalidad serbia. Jugaba de centrocampista y su último equipo fue el FC Basilea de la Superliga de Suiza.

## Biografía
Zdravko Kuzmanović nació en Suiza, pero sus padres son de Serbia. Es por esto que tiene doble nacionalidad.
Empezó su carrera futbolística en las categorías inferiores de varios equipos de Suiza: FC Dürrenast, BSC Young Boys y FC Basilea.
Fue con el FC Basilea con el que debutó de forma profesional. 
El 31 de enero de 2007 firmó un contrato con el ACF Fiorentina italiano, equipo que tuvo que realizar un desembolso económico de 3 millones de euros para poder ficharlo. Su debut en la Serie A se produjo el 4 de marzo en un partido contra el Torino FC (5-1), cuando saltó al campo en el minuto 65 sustituyendo a Manuele Blasi. Su primer gol en la categoría lo marcó el 17 de febrero de 2008 contra el Catania.
El 31 de agosto de 2009 fichó por el club alemán VfB Stuttgart.
El 30 de enero de 2013 llegó como agente libre al FC Internazionale, quien ese entonces sufría problemas económicos y deportivos. El serbio nunca cumplió un papel importante en el club italiano, pasando con más pena que gloria. 
El 30 de junio de 2015 se confirmó su llegada al FC Basilea a cambio de 2 millones de euros.
El 30 de junio de 2016 llegó al Málaga CF en calidad de cedido.

## Selección nacional
Kuzmanović decidió jugar con Serbia en lugar de hacerlo con la selección suiza, aunque jugó en las categorías inferiores. Ha sido internacional con la selección de fútbol de Serbia en 50 ocasiones. Su debut con la camiseta nacional se produjo el 2 de junio de 2007 en el partido Finlandia 0-2 Serbia. Entre sus apariciones más destacadas con la casaquilla serbia está su presencia en el Mundial de Sudáfrica 2010 donde disputó todos los encuentros de su país en dicha competición quedando eliminado en primera fase.

## Clubes
| Club                    | País     | Año         |
| ----------------------- | -------- | ----------- |
| FC Basilea              | Suiza    | 2005-2007   |
| Fiorentina              | Italia   | 2007-2009   |
| VfB Stuttgart           | Alemania | 2009-2013   |
| Inter de Milán          | Italia   | 2013-2015   |
| FC Basilea              | Suiza    | 2015 - 2020 |
| Udinese Calcio (cedido) | Italia   | 2016        |
| Málaga CF (cedido)      | España   | 2016-2018   |

## Títulos
- 2 Copas de Suiza (FC Basilea, 2007 y 2019)